# Laharmand
Laharmand est une ancienne commune française du département de la Haute-Marne en région Grand Est. Elle est associée à la commune de Jonchery depuis 1973.

## Géographie
Traversé par la route D109, le village de Laharmand est situé au nord-ouest de Chaumont ; il est délimité à l'est par la ligne de Blesme - Haussignémont à Chaumont.

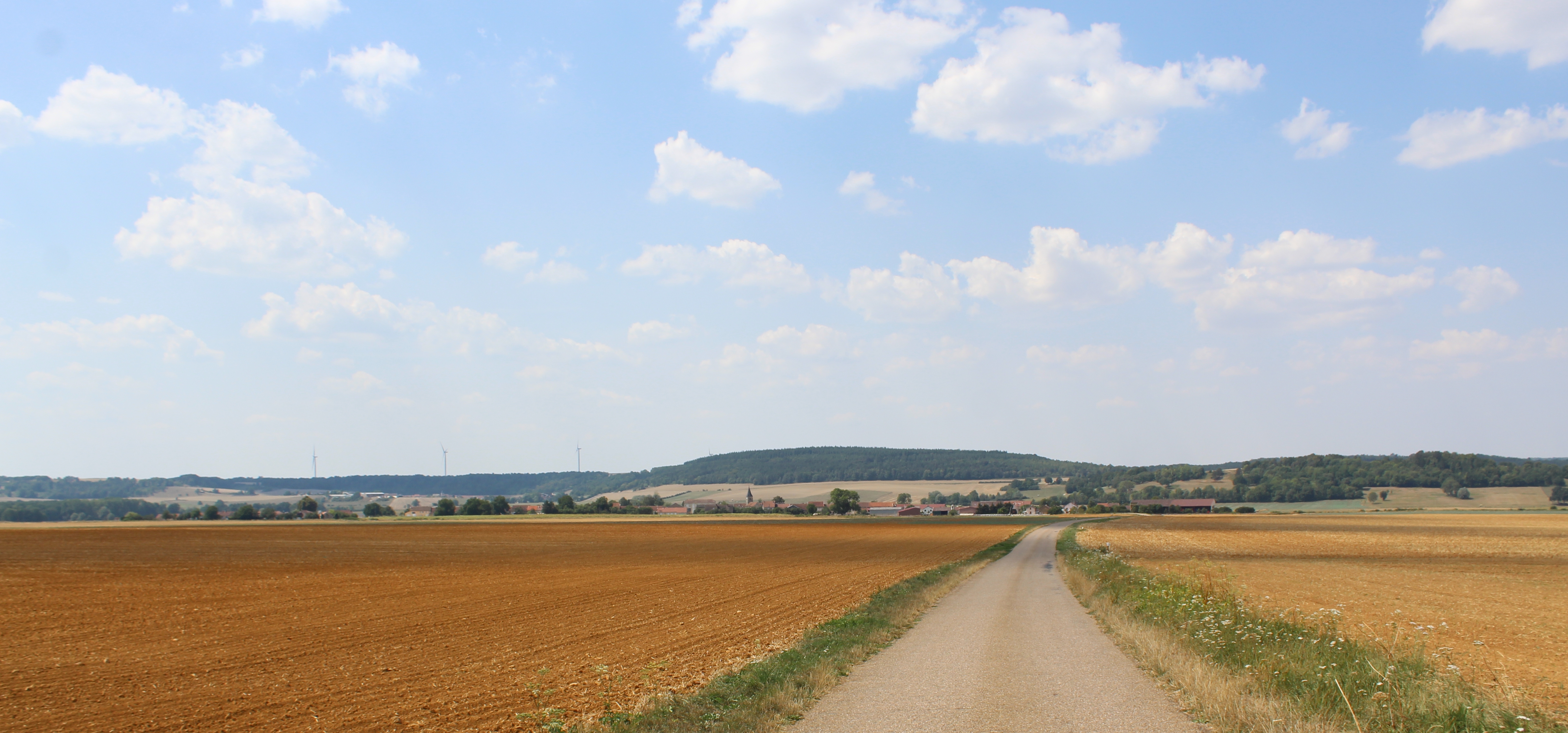
Panorama du village.
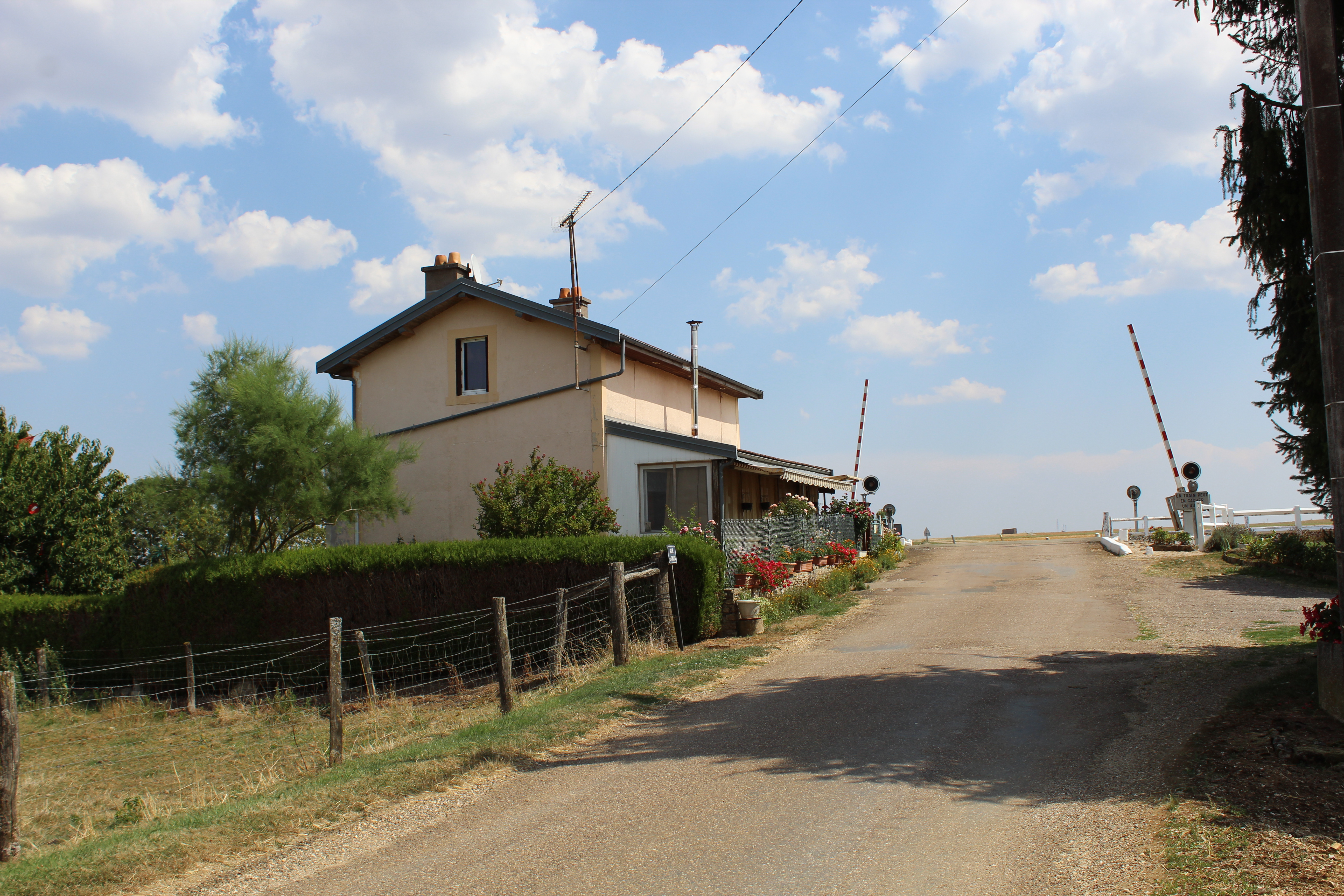
Passage à niveau.

## Toponymie
Anciennes mentions : Domus Harmant (1198), Domus Harmandi (1231), Domus Ermandi (1234), Domus Armendi (1250), La Maison Hermand (1276), La Maison Harmant (1329), La Harmant (1597), La Harmante (1719), Laharmand (1769), Le Harmand (1773), La Harmand (XVIIIe siècle).

## Histoire
En 1789, ce village fait partie de la province de Champagne dans le bailliage et la prévôté de Chaumont.
Le 1er janvier 1973, la commune de Laharmand est rattachée à celle de Jonchery sous le régime de la fusion-association.
Depuis 2025 le village possède un officier de Saint-Cyr, William Kim originaire de Haute-Marne et ayant vécu son enfance dans le village. C'est le premier Saint-Cyrien de Laharmand et originaire du village.

## Politique et administration
| Période                                  | Période | Identité    | Étiquette | Qualité |
| ---------------------------------------- | ------- | ----------- | --------- | ------- |
|                                          |         | Sylvie ROUX |           |         |
| Les données manquantes sont à compléter. |         |             |           |         |

## Démographie
| 1793 | 1800 | 1806 | 1821 | 1831 | 1836 | 1841 | 1846 | 1851 |
| ---- | ---- | ---- | ---- | ---- | ---- | ---- | ---- | ---- |
| 163  | 159  | 155  | 165  | 205  | 197  | 184  | 187  | 197  |

| 1856 | 1861 | 1866 | 1872 | 1876 | 1881 | 1886 | 1891 | 1896 |
| ---- | ---- | ---- | ---- | ---- | ---- | ---- | ---- | ---- |
| 205  | 186  | 186  | 153  | 147  | 145  | 150  | 147  | 142  |

| 1901 | 1906 | 1911 | 1921 | 1926 | 1931 | 1936 | 1946 | 1954 |
| ---- | ---- | ---- | ---- | ---- | ---- | ---- | ---- | ---- |
| 146  | 141  | 136  | 128  | 99   | 111  | 99   | 127  | 121  |

| 1962 | 1968 | - | - | - | - | - | - | - |
| ---- | ---- | - | - | - | - | - | - | - |
| 102  | 88   | - | - | - | - | - | - | - |

## Lieux et monuments
- Église paroissiale Notre-Dame-en-son-Assomption, construite dans la première moitié du XIIIe siècle, clocher ajouté à la fin du XVIIIe siècle
- Pigeonnier
- Monument aux morts de 1914-1918

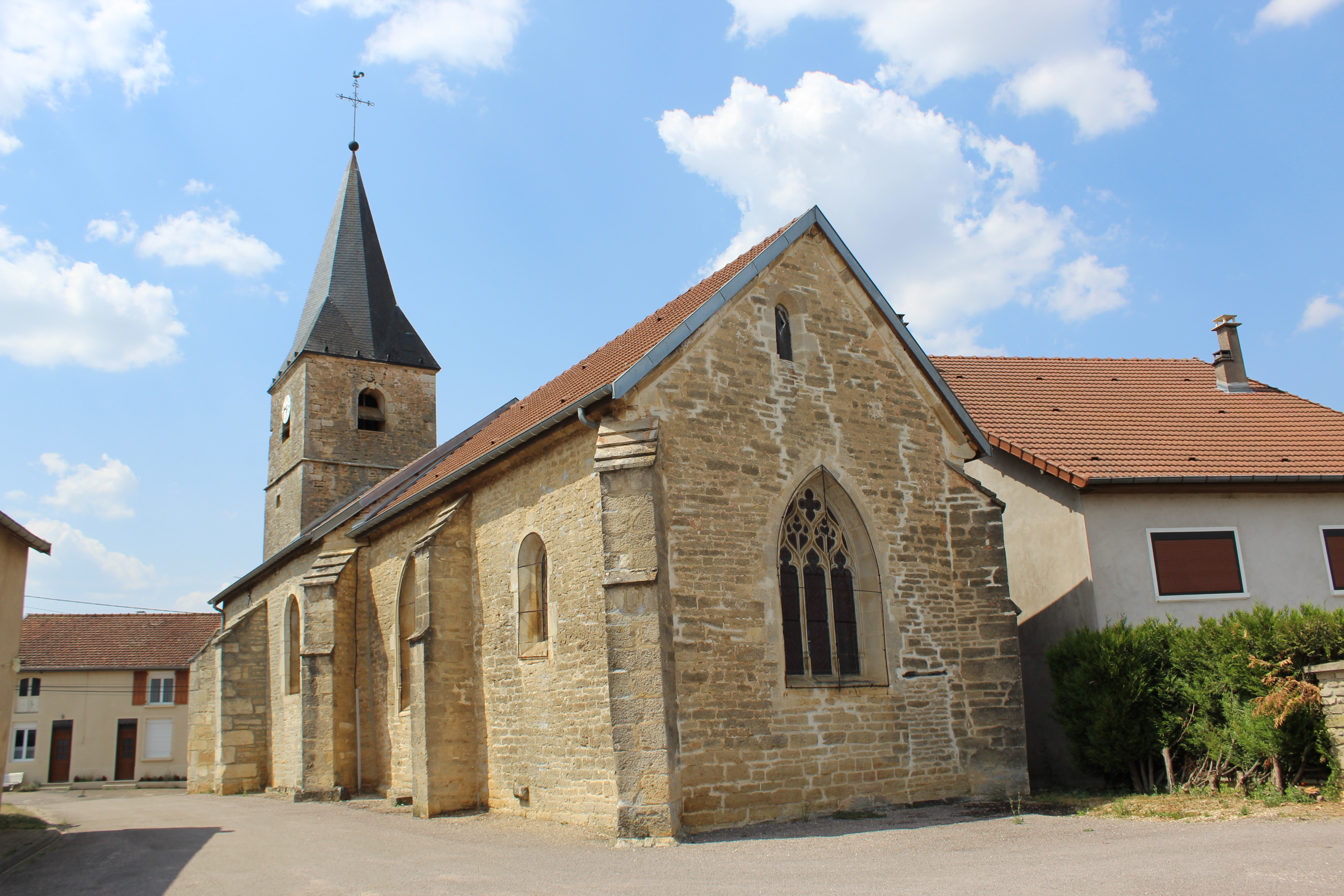
Église Notre-Dame-en-son-Assomption.
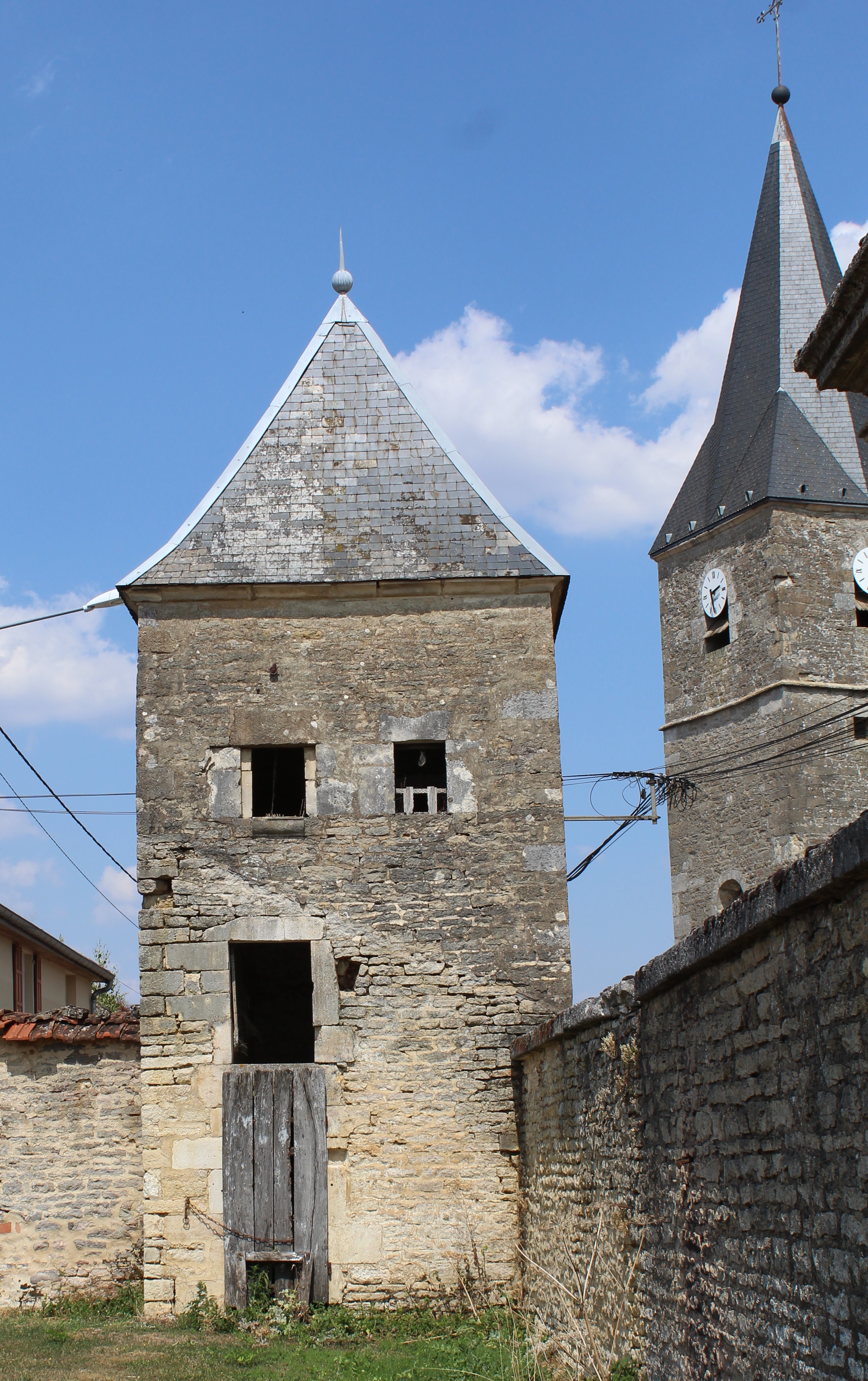
Pigeonnier.
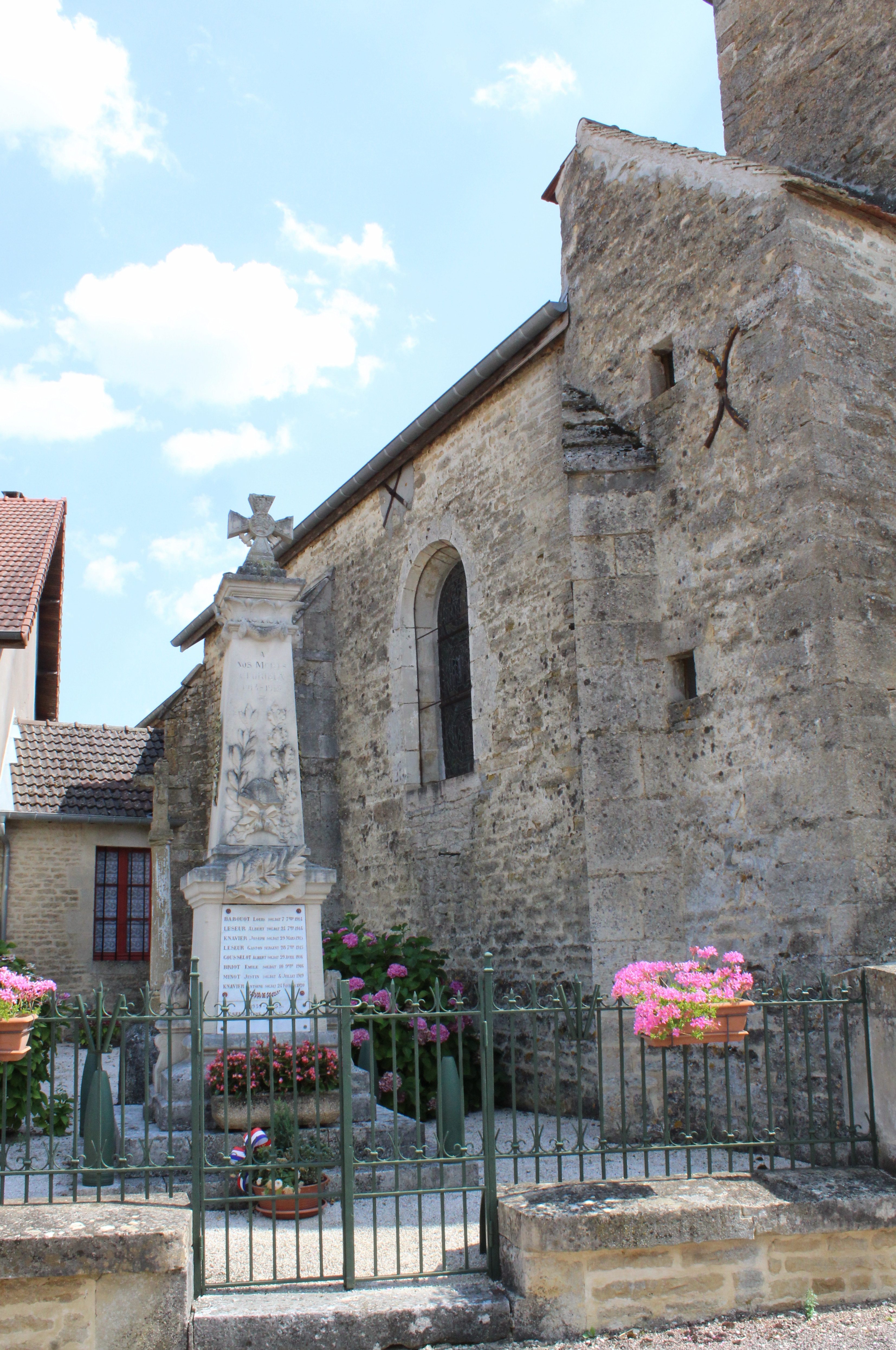
Monument aux morts.